# Batmotorcyklen
Batcyklen eller batpod'en er en fiktiv motorcykel, der bliver brugt af DC Comicss superhelt Batman. I tegneseriernes univers er Batmans personlige batcykel en modificeret gademotorcykel med en 786 cc vandkølet V-4 motor. Den har en computerstyret karburator og skudsikker forrude.